# Frank F. Everest

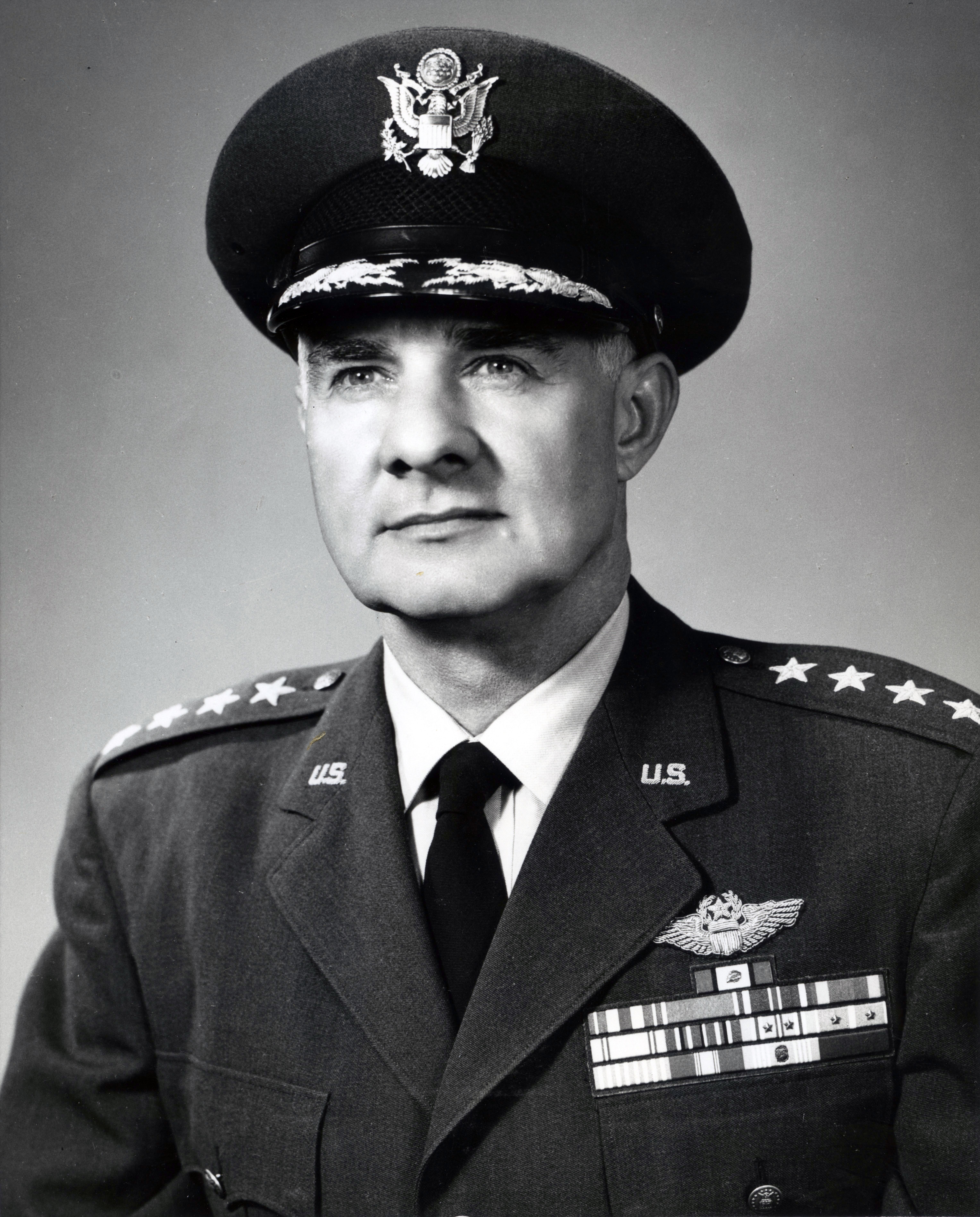
Frank F. Everest

Frank Fort Everest (* 13. November 1904 in Council Bluffs, Pottawattamie County, Iowa; † 10. Oktober 1983 in Briarcliffe Acres, Horry County, South Carolina) war ein General der United States Air Force. Er war unter anderem Kommandeur der United States Air Forces in Europe.
In den Jahren 1924 bis 1928 durchlief Frank Everest die United States Military Academy in West Point. Nach seiner Graduation wurde er als Leutnant der Feldartillerie zugeteilt. In der Armee bzw. ab 1947 in der Luftwaffe durchlief er anschließend alle Offiziersränge vom Leutnant bis zum Vier-Sterne-General.
Im September 1929 absolvierte er die Advanced Flying School in San Antonio in Texas. Danach diente er im United States Army Air Corps. In den 1930er Jahren war er auf verschiedenen Flugplätzen in den Vereinigten Staaten stationiert. Damals absolvierte er auch die Air Technical School in Illinois und die Air Corps Tactical School in Alabama. Im September 1939 wurde er Ausbildungsoffizier an der Air Corps Technical School. Im Jahr 1941 wurden aus dem Air Corps die United States Army Air Forces gegründet. Zwischen August 1941 und März 1942 war Everest Stabsoffizier in deren Hauptquartier. In diese Zeit fiel der amerikanische Eintritt in den Zweiten Weltkrieg.
Zwischen März und Juni 1942 gehörte er dem Stab des Kriegsministeriums an. Anschließend wurde er auf dem pazifischen Kriegsschauplatz eingesetzt, wo er zwischen Juli 1942 und Dezember 1943 in verschiedenen Funktionen verwendet wurde. Er war unter anderem Stabsoffizier im Hauptquartier der Army Air Forces für den Südpazifik. Zwischenzeitlich kommandierte er die 11th Bombardment Group die bei den Neuen Hebriden und bei der Schlacht um Guadalcanal eingesetzt war.
Zwischen Januar 1944 und September 1945 gehörte er als Vertreter der US Army Air Forces dem Joint War Plans Committee an. Anschließend gehörte er bis November 1946 in verschiedenen Funktionen dem Generalstab der Luftstreitkräfte, die damals noch der Armee unterstanden, an. Zwischen Januar 1947 und Mai 1948 kommandierte Frank Everest die für den Yukonbezirk in Alaska zuständigen Luftstreitkräfte (Commanding General Yukon Sector, Alaskan Air Command). In diese Zeit fiel am 18. September 1947 die Gründung der United States Air Force in die Everest übernommen wurde.
Zwischen Juni 1948 und Mai 1951 gehörte er im Hauptquartier der Luftwaffe deren Stabsabteilung für Operationen an. Seit März 1950 war er gleichzeitig Verbindungsoffizier der Luftwaffe zur United States Atomic Energy Commission. Danach wurde er im Koreakrieg eingesetzt, wo er in den Jahren 1951 und 1952 die 5. Luftflotte kommandierte. Danach war er bis zum April 1953 stellvertretender Kommandeur des Tactical Air Commands. Zwischen April 1953 und März 1954 war Everest Mitglied im Stab der Joint Chiefs of Staff. Danach leitete er bis zum 1. Juli 1957 die Stabsabteilung für Operationen im Hauptquartier der Air Force.
Es folgte eine Versetzung nach Wiesbaden in Deutschland, wo sich damals das Hauptquartier der United States Air Forces in Europe befand. (Die Verlegung auf die Ramstein Air Base erfolgte erst im Jahr 1973). Zwischen dem 1. Juli 1957 und dem 1. August 1959 war Frank Everest Kommandeur der United States Air Force Europe. Danach kehrte er zum Tactical Air Command zurück, dessen Kommando er zwischen August 1959 und dem 30. September 1961 innehatte. Anschließend schied er aus dem aktiven Militärdienst aus.
Er starb am 10. Oktober 1983 in South Carolina.

## Orden und Auszeichnungen
Frank Everest erhielt im Lauf seiner militärischen Laufbahn unter anderem folgende Auszeichnungen:
- Silver Star
- Legion of Merit
- Distinguished Flying Cross
- Air Medal

## Daten der Beförderungen
| Abzeichen | Rang               | Jahr              |
| --------- | ------------------ | ----------------- |
|           | Second Lieutenant  | 9. Juni 1928      |
|           | First Lieutenant   | 1. März 1934      |
|           | Captain            | 11. März 1935     |
|           | Major              | 31. Januar 1941   |
|           | Lieutenant Colonel | 1. Februar 1942   |
|           | Colonel            | 1. März 1942      |
|           | Brigadier General  | 5. Juni 1944      |
|           | Major General      | 9. April 1948     |
|           | Lieutenant General | 20. Dezember 1951 |
|           | General            | 1. Juli 1957      |